# 塞北

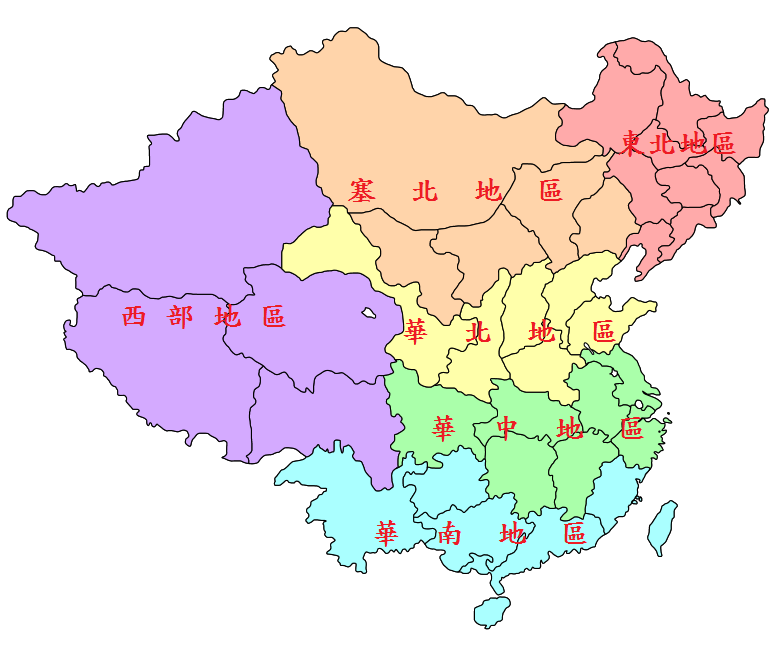
中華民國大陸時期的塞北四省

塞北，又称塞外、迤北，是中国历史上的一個地理區位名詞，隨著近代以來外蒙古的獨立，現已罕用。

## 由來

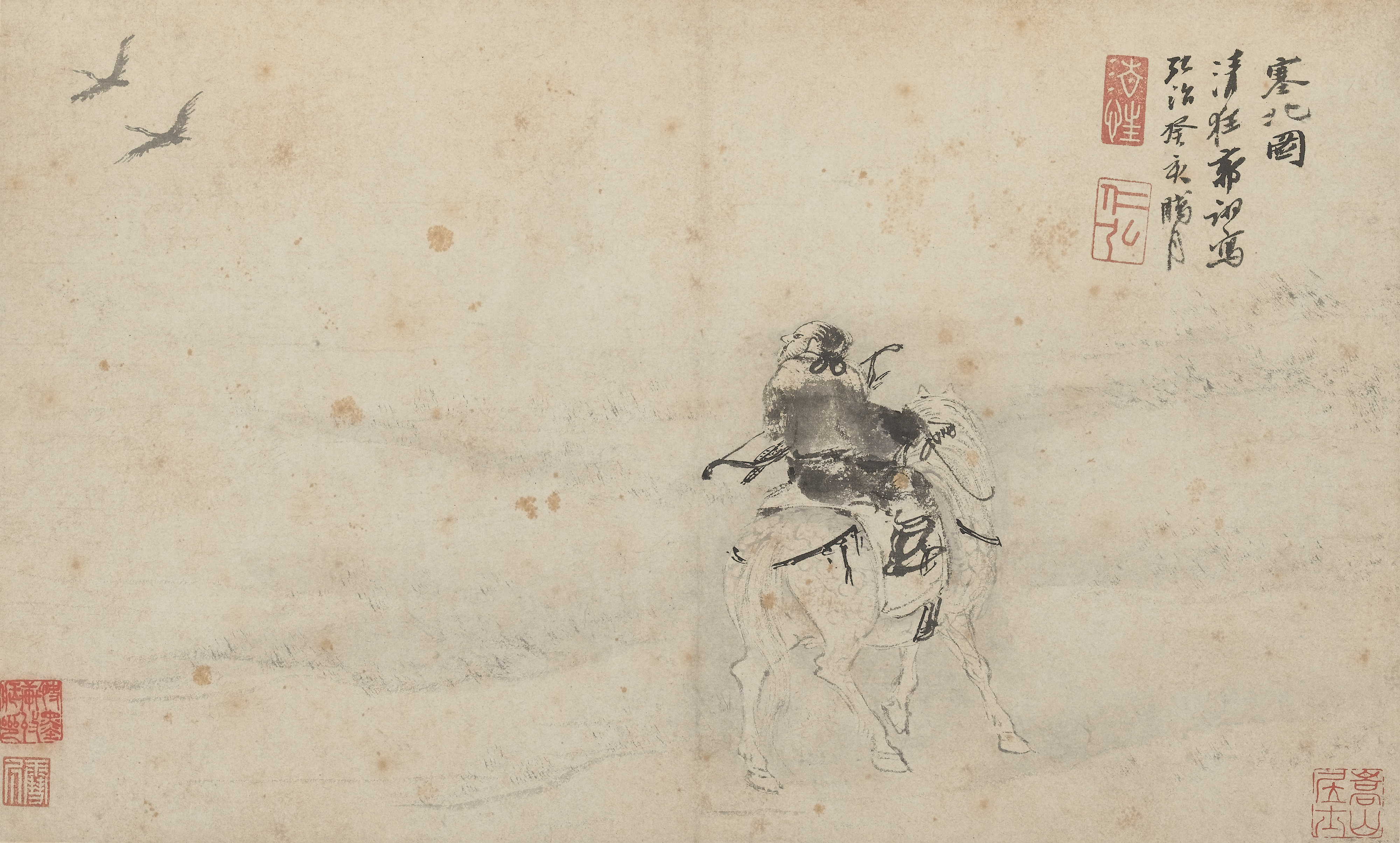
塞北圖，明郭詡繪

塞是指邊塞、要塞，這裡所謂的“塞”相當於今日的明長城。而以此為界，以北的部分已經出邊塞，故名塞北。偶爾會與塞外一同使用。

## 逐漸罕用
塞北一詞，在作為劃分地理區域時並不像東北、西南之類單純的方位概念。塞有邊界的含意，是指历史上汉族农耕文明与北方游牧部落的分野。中华人民共和国成立後，由於外蒙古的獨立，而另外四省在行政區重置後全數撤銷（省名僅留下“寧夏”，但省區大量縮小），部分區域劃入河北省，辽宁省及寧夏回族自治區外，皆成為內蒙古自治區。由於只剩一個行政區，加上內蒙古本身也不僅包含“塞北”，還有东北的西部部分，再加上上述原因，在如今塞北一词在地理区劃上已很少使用。中華民國政府遷台後，塞北的區劃方式與概念仍在地理教科書上繼續使用，直至1990年代教改開始及教科書開放後，為順應現實劃分，現在也已經棄用，但地理位置劃分和中華人民共和國不同。中華人民共和國政府將內蒙古劃入華北地區，而蒙古国（原外蒙古）則移到世界地理索引作為獨立國家標示。

## 範圍
清朝時的塞北大約是漠南蒙古、漠北蒙古（包括科布多、唐努烏梁海）與西套蒙古（今阿拉善盟）等以蒙古人居住為主的地理區域。中華民國政權成立時，相當於熱河省、察哈爾省、綏遠省、寧夏省、蒙古地方五個省區。中華民國政府承認蒙古人民共和国（今蒙古国）期間，塞北用來做為地理劃分的區域，代指其前四個省份，即塞北四省。